# Mes Grands-Parents, mes Parents et Moi
Mes Grands-Parents, mes Parents et Moi (en espagnol : Mis abuelos, mis padres y yo) est une peinture de Frida Kahlo réalisée à l'huile et tempera sur zinc en 1936 pour le docteur Allan Ross. De dimensions 30,7 × 34,5 cm, elle est aujourd'hui entreposée au Museum of Modern Art à New York (États-Unis). C'est le premier des portraits qu'elle a peints de sa famille et où figure son arbre généalogique.

## Contexte
L'œuvre est réalisée afin de s'opposer aux lois de Nuremberg de 1935 interdisant le mariage interracial en Allemagne en montrant la double origine de Kahlo en utilisant un arbre généalogique, ce dernier étant utilisé par le régime nazi pour évaluer la pureté raciale,.

## Description
Le tableau représente l'arbre généalogique de Frida Kahlo. En haut à droite figurent ses grands-parents paternels et en haut à gauche ses grands-parents maternels. Ses parents sont au centre du tableau en tenue de mariage. Kahlo se représente à la fois en bas et sous forme de fœtus accroché au ventre de la mère,,. On peut aussi voir un spermatozoïde, un ovule et une fleur pollinisée en dessous du fœtus.
Frida Kahlo se trouve en bas du tableau dans sa maison natale, la « Maison bleue » (Casa Azul), reconnaissable à sa couleur,, et qui abrite aujourd'hui le musée Frida-Kahlo. Le ruban rouge reliant la petite fille à ses ascendants symbolise la famille et les liens du sang.
À gauche du tableau, Frida Kahlo a représenté le Mexique, reconnaissable à ses cactus et à ses montagnes, tandis qu'à droite du tableau, elle a représenté l'océan Atlantique. Elle montre ainsi sa double origine : ses grands-parents maternels sont mexicains d'origine espagnole tandis que ses grands-parents paternels sont allemands (l'océan représentant le voyage de son père jusqu'au Mexique),,,.